# Hidropolímero
Hidropolímero é um curativo surgido na década de 1990, que faz parte, junto com as coberturas de hidrogel e alginato de cálcio dos modernos recursos disponíveis aos enfermeiros na prevenção e tratamento de feridas.
Os hidropolímeros são almofadas de espuma de poliuretano de alta densidade recobertos por um filme semi-permeável que a transmissão ideal de vapor úmido caracterizam-se por manter a temperatura constante e o meio úmido no leito da ferida.
Funcionam pela manutenção da umidade absorvendo e retendo o excesso de exsudato em sua estrutura porosa que se expande moldando-se ao leito da ferida.